# Apostolische Präfektur Vichada
Die Apostolische Präfektur Vichada (lat.: Apostolica Praefectura Vichada) war eine in Kolumbien gelegene römisch-katholische Apostolische Präfektur mit Sitz in Puerto Carreño.

## Geschichte
Die Apostolische Präfektur Vichada wurde am 7. April 1956 durch Papst Pius XII. aus Gebietsabtretungen des Apostolischen Vikariates Villavicencio errichtet. Am 22. Dezember 1999 wurde die Apostolische Präfektur Vichada durch Papst Johannes Paul II. aufgelöst. Aus dem Territorium der Apostolischen Präfektur Vichada wurden die Apostolischen Vikariate Puerto Gaitán und Puerto Carreño errichtet.
Die Präfekturgebiet war 102.900 km² groß. Im Jahre 1999 lebten dort 45.000 Katholiken. Die Apostolische Präfektur war in vier Pfarreien unterteilt und hatte 15 Priester.

## Apostolische Präfekten von Vichada
- Émilien Pied SMM, 1956–1962
- Alfons Cuypers SMM, 1963–1969
- Lucreciano Onofre Gonsález SMM, 1969–1974
- José Aurelio Rozo Gutiérrez SMM, 1977–1999